# Францішек Непокульчицький

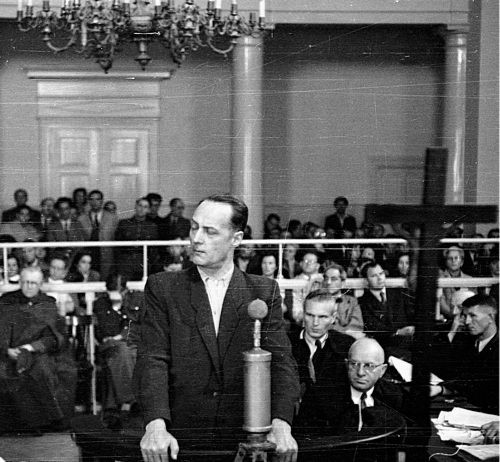
Францішек Непокулчицкий під час судового процесу, 1947 р

Францішек Непокульчицкій (пол. Franciszek Niepokólczycki, 27 жовтня 1900 р., Житомир, Російська імперія - 11червня 1974 р., Варшава, Польща) — полковник інженерних військ війська Польського, один з командирів Армії Крайової, третій президент підпільної антикомуністичної організації «Свобода і Незалежність», політв'язень.

## Біографія
З листопада 1918  року був членом підпільної Польської військової організації в Житомирі. Під час радянсько-польської війни воював у партизанському загоні. З 1922 р. служив в 10-му інженерному полку в Перемишлі і в 3-му інженерному полку у Вільнюсі.
На початку вересня 1939  р. брав участь в боях в якості командира 60-го інженерного полку, що входить до складу армії «Модлін». Після окупації Польщі Німеччиною пішов в підпілля. 27 вересня 1939  р. вступив до підпільної організації «Служба Перемоги Польщі», яка пізніше була перейменована в «Союз збройної боротьби».
5 жовтня 1939  р. Францішек Непокульчицькийбув командиром загону, яка вчинила у Варшаві невдалий замах на Адольфа Гітлера під час німецького параду на Уяздовській алеї.
В 1940 р. став командиром підпільної організації «Союз відплати». Спільно з майором Зофією Франьо створив підпільні групи диверсій і саботажу. Брав участь у створенні відділу «Кедив» (Управління диверсій) в складі Армії Крайової. З 1943 року був комендантом «Кедива».
У серпні 1944  р. Францішек Непокульчицкій в званні полковника брав участь в  Варшавському повстанні, під час якого потрапив в полон і перебував до січня 1945 р.  в Німеччині в концентраційному таборі для польських офіцерів Oflag II C Woldenberg.
Після повернення до Польщі Францішек Непокульчицький продовжив підпільну діяльність проти комуністичної влади. Служив на посаді заступника командира зони Південь організації «Свобода і Незалежність». У листопаді 1945 року був обраний третім Президентом організації «Свобода і Незалежність».
22 жовтня 1946  р. був заарештований в Кракові польської Службою громадської безпеки. Рік по тому був засуджений до смертної кари, пізніше вирок замінили на довічне ув'язнення. У грудні 1956  р. був звільнений з ув'язнення.
Францішек Непокульчицький помер 11 червня 1974 р. у Варшаві.

## Нагороди
- Хрест Хоробрих — нагороджений 4 рази (тричі в 1921)
- Срібний хрест Заслуги (Польща) (1928)
- Хрест Незалежності (1931)
- Virtuti Militari
  - срібний хрест (1944)
  - золотий хрест (№158)
- Орден Білого Орла (15 серпня 2008, посмертно)